# Pterolophia pfanneri
Pterolophia pfanneri là một loài bọ cánh cứng trong họ Cerambycidae.